# Morelos Színház (Aguascalientes)
A Morelos Színház (spanyolul: Teatro Morelos) a mexikói Aguascalientes egyik színháza. 19. századi épülete műemléki védelem alatt áll.

## Történet, leírás
José Noriega tervei alapján kezdték építeni 1883-ban, majd két év múlva készült el. A mexikói forradalom során több nagy jelentőségű esemény is történt a színházban: itt alakult meg villisták, zapatisták és carranzisták részvételével 1914. október 10-én az aguascalientesi forradalmi konvent, itt fogadták el a zapatisták által javasolt Ayala-tervet, és itt nevezték ki ideiglenes köztársasági elnökké Eulalio Gutiérrezt, aki 1914 novemberétől 1915 januárjáig töltötte be ezt a tisztséget. 1989-ben, a konvent megalakulásának 75. évfordulója alkalmából a második szint félemeletén múzeumot nyitottak. Az épületet 1993. március 30-án egy elnöki rendelet műemlékké nyilvánította.
A színház Aguascalientes központjában található, a Plaza de la Patria tér délnyugati sarkánál. Délen a Nieto, nyugaton a Galeana Norte utca határolja, északon pedig a 5 de Mayo nevű közterület. Főbejárati részének leglátványosabb része a három félköríves záródású, magas boltív és a fent olvasható TEATRO MORELOS felirat. Az olasz típusú színpaddal rendelkező, (neo)klasszicista épület belseje két fő részre osztható: a patkó alakú nézőtérre és a színtérre.

## Képek

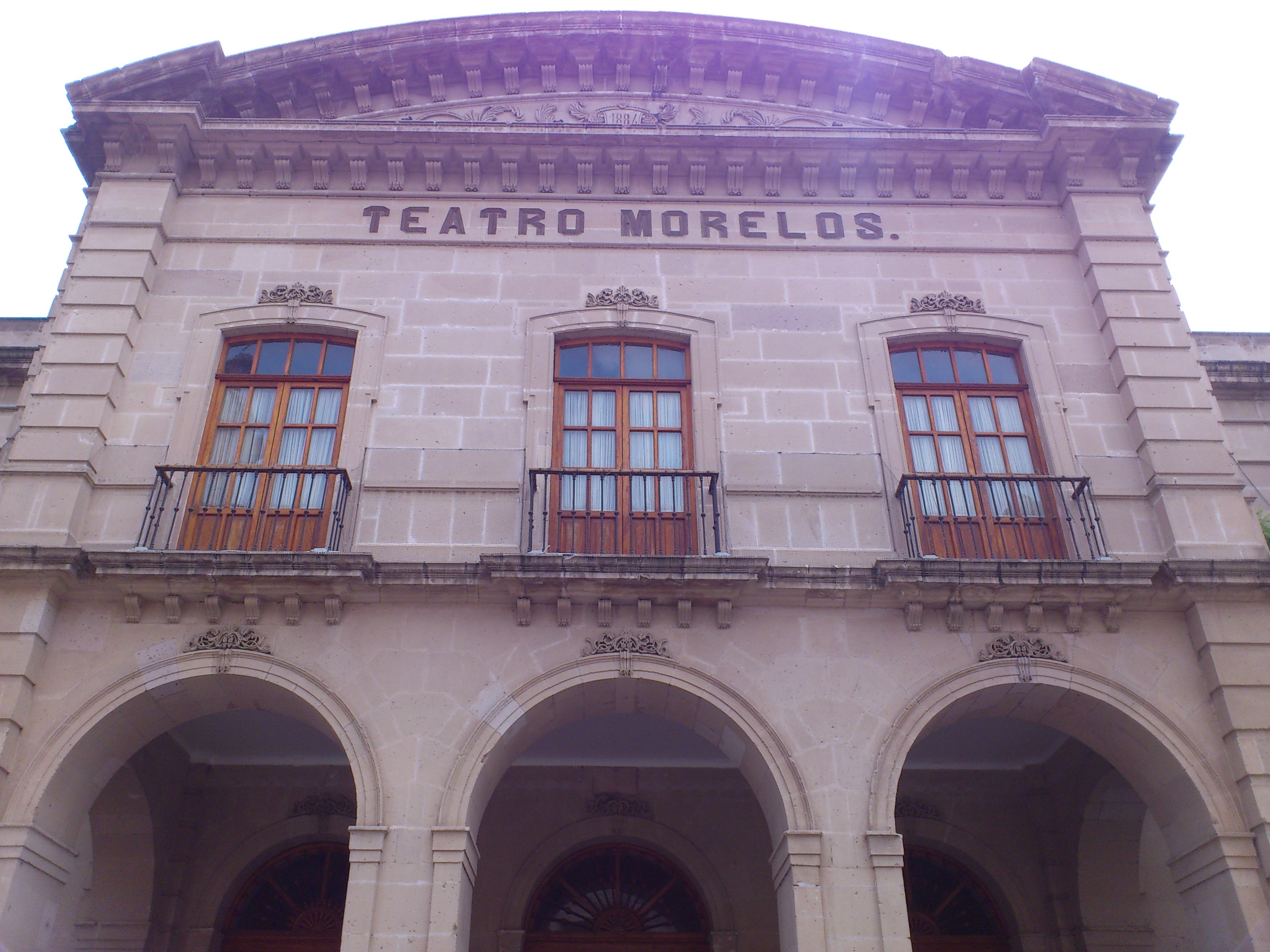
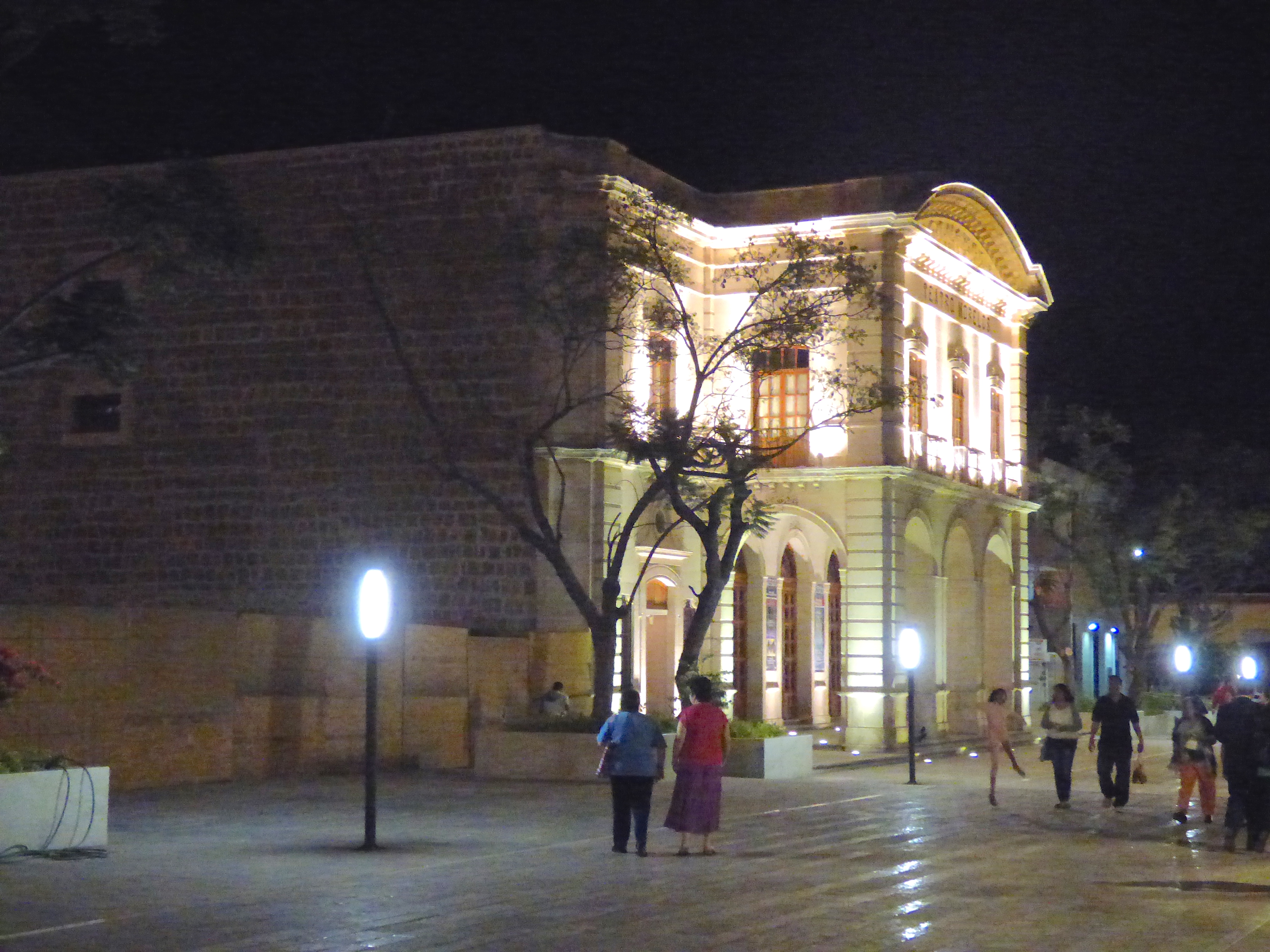
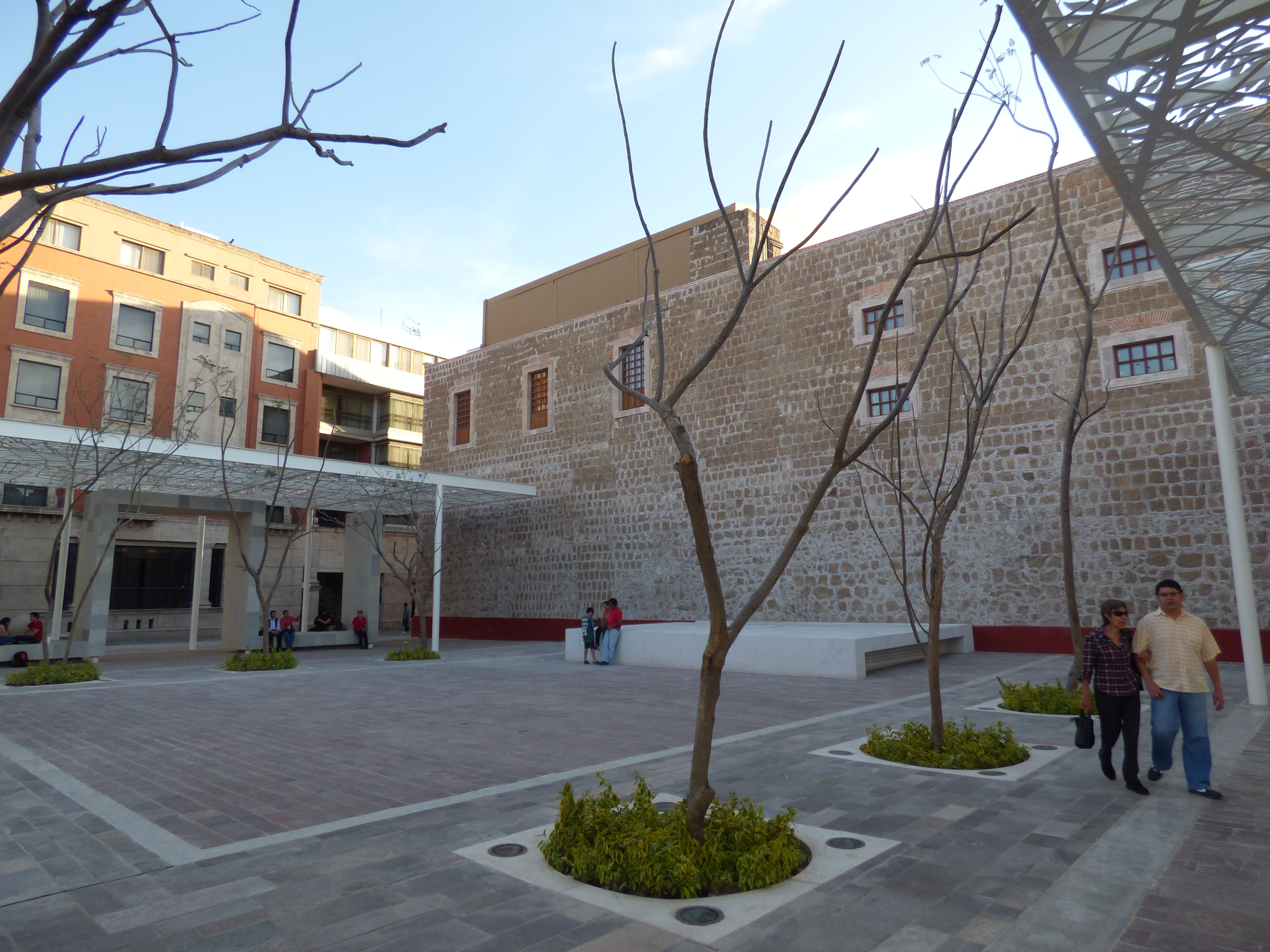
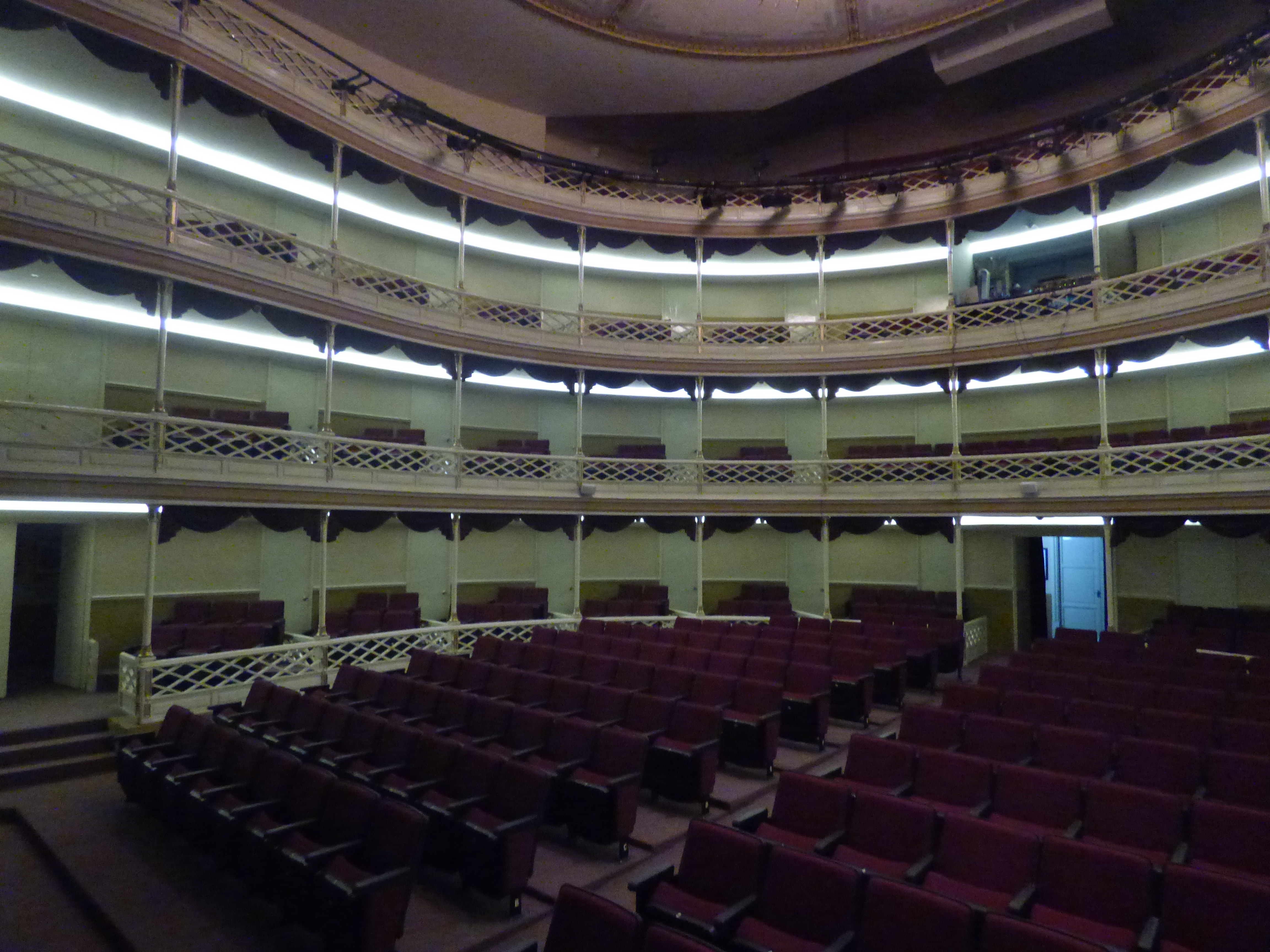